# Stylidium montanum
Stylidium montanum este o specie de plante dicotiledonate din genul Stylidium, familia Stylidiaceae, ordinul Asterales, descrisă de Raulings și Amp; Ladiges. Conform Catalogue of Life specia Stylidium montanum nu are subspecii cunoscute.